# موریس پولی
موریس پولی (فرانسوی: Maurice Poli‎؛ زادهٔ ۲ دسامبر ۱۹۳۳) بازیگر اهل فرانسه است.
از فیلم‌ها یا برنامه‌های تلویزیونی که وی در آن نقش داشته است، می‌توان به بازگشت از مرگ (فرانکنشتاین ۲۰۰۰)،خدمتکار، گردشگران را اغوا می‌کند، بازی‌های عاشقانه سیندی، لذت، پاپایا، الهه عشق آدمخواران، بل و سباستین، پنج زن زیبا برای جشن نیمه پاییز، سپیددندان و زندگی گاهی سخته، درسته پراویدنس؟ اشاره کرد.